# 芒特奧本 (愛荷華州)
芒特奧本（英語：Mount Auburn）是一個位於美國愛荷華州本頓縣的城市。

## 地理
芒特奧本的座標為42°15′26″N 92°05′34″W / 42.25722°N 92.09278°W，而該地的平均海拔高度為268米（即879英尺）。

## 人口
根據2010年美國人口普查的數據，芒特奧本的面積為0.73平方千米，均為陸地。當地共有人口150人，而人口密度為每平方千米205人。